# Juliette Récamier
Juliette Récamier właśc. Jeanne-Françoise Julie-Adélaïde Bernard (ur. 4 grudnia 1777 w Lyonie, zm. 11 maja 1849 w Paryżu) – francuska gospodyni salonu towarzyskiego i literackiego.

## Życiorys
Urodziła się 4 grudnia 1777 w Lyonie, jako córka bankiera Jeana Bernarda i jego żony Marie Julie z domu Matton. Edukację odebrała w klasztorze a w 1792 roku dołączyła do interesu swojego ojca i rok później wyszła za mąż. Wkrótce potem otworzyła salon towarzyski, w którym spotykały się osoby związane z polityką i sztuką, m.in. Jan Baptysta Juliusz Bernadotte i generał Jean Moreau. W 1805 roku polityka Napoleona spowodowała poważne straty finansowe jej męża, a Juliette została wygnana z Paryża. Zamieszkała wówczas ze swoją przyjaciółką Madame de Staël w Genewie, a następnie udała się do Rzymu i Neapolu. Po upadku cesarza po bitwie pod Waterloo, wróciła do Paryża, lecz znowu poniosła straty finansowe. Mimo to udało się jej utrzymać salon i nadal przyjmowała gości w Abbaye-aux-Bois – starym paryskim klasztorze. Jej najlepszym przyjacielem z tego okresu, który wywarł na nią wpływ, był François-René de Chateaubriand. Pod koniec życia była niewidoma z powodu zaćmy. Zmarła na cholerę 11 maja 1849 roku w Paryżu.